# Pałecznica łodygowoogonkowa
Pałecznica łodygowoogonkowa (Typhula uncialis (Grev.) Berthier – gatunek grzybów z rodziny pałecznicowatych (Typhulaceae)

## Systematyka i nazewnictwo
Pozycja w klasyfikacji według Index Fungorum: Typhula, Typhulaceae, Agaricales, Agaricomycetidae, Agaricomycetes, Agaricomycotina, Basidiomycota, Fungi.
Obecną polską nazwę zaproponował Wojewoda w 2003, wcześniej nazwę słupówka pałkowata zaproponowała Gumińska w 1982.

## Występowanie i siedlisko
Występuje w Ameryce Północnej, Azji i Europie, w tym w Polsce (zanotowano w górach - Bieszcadach, Pieninach, Beskidach). Saprotrof, który rośnie na martwych ogonkach liściowych. Najczęściej są to Petasites, np. Petasites kablikianus.